# Loxa viridis
Loxa viridis är en insektsart som först beskrevs av Palisot 1811.  Loxa viridis ingår i släktet Loxa och familjen bärfisar. Inga underarter finns listade i Catalogue of Life.